# Municipio de La Monte
El municipio de La Monte (en inglés: La Monte Township) es un municipio ubicado en el condado de Pettis en el estado estadounidense de Misuri. En el año 2010 tenía una población de 1603 habitantes y una densidad poblacional de 17 personas por km².

## Geografía
El municipio de La Monte se encuentra ubicado en las coordenadas 38°46′9″N 93°26′27″O / 38.76917, -93.44083. Según la Oficina del Censo de los Estados Unidos, el municipio tiene una superficie total de 94.32 km², de la cual 93.74 km² corresponden a tierra firme y (0.61%) 0.58 km² es agua.

## Demografía
Según el censo de 2010, había 1603 personas residiendo en el municipio de La Monte. La densidad de población era de 17 hab./km². De los 1603 habitantes, el municipio de La Monte estaba compuesto por el 79.41% blancos, el 0.31% eran afroamericanos, el 0.06% eran amerindios, el 0.25% eran asiáticos, el 0.12% eran isleños del Pacífico, el 16.16% eran de otras razas y el 3.68% pertenecían a dos o más razas. Del total de la población el 26.51% eran hispanos o latinos de cualquier raza.